# 俺の妹がこんなに可愛いわけがないの登場人物
俺の妹がこんなに可愛いわけがないの登場人物（おれのいもうとがこんなにかわいいわけがないのとうじょうじんぶつ）では、伏見つかさ原作による日本のライトノベル作品『俺の妹がこんなに可愛いわけがない』と、同作を原作とするテレビアニメ、ドラマCD、漫画、ゲームなどのメディアミックス作品に登場する登場人物について解説する。

## 解説
声優は特記のない限りドラマCD版・アニメ版共通。作中では物語の進行にともない時間が経過しており、小説第5巻以降からは全員が1学年進級しているが、学年などの設定は特に説明がある場合を除いて物語登場時に準拠する。
本項では、ゲーム版『俺の妹がこんなに可愛いわけがない ポータブル』を『俺の妹P』と省略する。

## 高坂家
本作の中心人物である兄妹と、その家族たち。兄妹は容姿や表面的な性格はまるで似ておらず、物語開始時点では冷え切った関係となっており、その後の展開を経た後も会えば舌打ちを飛ばし合い、口を開けば刺々しい言葉を交わす間柄で、京介の主観では仲の悪い兄妹として認識されている。ただし第三者である他の登場人物たちからは、しばしば良好な関係のように評されたり、内面的にはよく似た兄妹だと指摘されたりすることもある。「俺の妹がこんなに可愛いわけがない#作中の兄妹関係」も参照。
高坂 京介（こうさか きょうすけ）
声 - 中村悠一、藤田麻美（幼少期）
本作の主人公。高校2年生。一人称は「俺」。取り立てて長所も短所もないが、本人は平凡であることを美徳であるとして肯定的に捉えている。能動的な性格ではないが、一度決めたことは恥をさらしてでも貫き通す責任感の強い一面や、自棄になると暴走したりするような感情の起伏が激しい一面もある。周りからの印象は「お節介焼きのお人好しだが少し鈍い」というものでほぼ一貫している。しかし、責任感が強く、父と桐乃のことで喧嘩になった際桐乃のことを庇う一面を見せている。内面的には年相応の欠点もあり、しばしば心の中で読者に対して悪態をつく一面もあるが、あまりそれを表には出さない。
妹・桐乃からは何が原因かは覚えていないものの一方的に蔑まれるような関係となっており、また京介自身も非凡な才能を持つ妹への嫉妬心を抱いていたが、玄関で『星くず☆うぃっちメルル』のDVDケースを発見したことから妹の誰にも知られたくない秘密を知ってしまう。当初はサブカルチャー系に対して相応の偏見を抱いていたが、沙織達との交流を経て、それが理解はできなくとも否定されるようなものではないと考えるようになり、桐乃の趣味を擁護する立場となる。
幼馴染の麻奈実とは気心の知れた間柄で、友達以上恋愛未満の関係を続けることを望んでいるが、後には黒猫との恋愛関係も物語上の争点となっていく。好きな女性のタイプはあやせのような黒髪ロングの女性で、あやせの前では下心を露わにしてしまう一面もある。また、眼鏡っ娘には並々ならぬこだわりがある。
基本的に自分に関してあまり高い評価を下していないが、実際のところその飾り気の無い優しさやなりふり構わない捨て身の行動が周りに好印象を与えており、求心力は本人が思っている以上に高い。
『このライトノベルがすごい！』男性キャラクター部門では2012年版で7位、2013年版で5位、2014年版で6位を獲得。

高坂 桐乃（こうさか きりの）
声 - 竹達彩奈
本作のメインヒロイン。京介の実妹で、物語を引っ張る人物。中学2年生。ライトブラウンのロングヘアで、ピンク色のヘアピンをつけている。ハンドルネームは「きりりん」。兄と違って人目を惹き付ける美貌に恵まれ、ファッション誌の専属モデルとしてかなり高額の報酬を手にしている。また学力は県内でも指折りの成績を持つ生徒にして、スポーツでも陸上部のエースと非の打ち所がない。
本人も何が契機かはよく覚えていないながらも萌えアニメや男性向けの美少女ゲーム、特に「妹もの」と呼ばれるゲームを、成人向けか否かを問わずこよなく愛し、ニュースサイトを巡回して気に入った物を見つけてはモデルの報酬を使って衝動買いをしている。しかし世間の目が気になり趣味を分かち合う相手を得られず悶々としていたところ、兄に秘密を知られてしまう。かつては京介に対してほとんど無視に近い対応をとっており、その後も刺々しい言葉を浴びせ、腹立たしい時にはつい本心とは異なる言動を取ることもあるが、徐々に心を開いていく。
小学生のころはお兄ちゃん子であり、京介の幼少期の写真を集めて自身の収納スペースのアルバムにすべて保存していた。また、その時に未来の自分が京介みたいなヒーローになれずに落ち込んでいた時のために、励ましのメッセージをiPodに録音していた。
何事も一生懸命で、一度決めたことには全力で取り組むという努力家でもあり、小学生低学年時代は運動が苦手だったのを奮起して躍進したという経緯がある。その一方で想定外のトラブルに対しては非常に脆く、しばしば年相応の弱さを露呈してしまうという弱点があり、窮地に追い込まれてしまうことがある。また、父親に似ている部分があり口が堅く一度やるといったことはやる。現実とフィクションはきっちり区別する主義。
『このライトノベルがすごい！』女性キャラクター部門では2012年版で8位、2013年版で9位、2014年版で6位を獲得。
高坂 大介（こうさか だいすけ）
声 - 立木文彦
高坂家の主で、京介・桐乃兄妹の父。仕事は警察官。京介によると「極道面」で「頑固」。有言実行を信条としており、京介や桐乃に対してもそのようであるようにと教育している。非常に隙がなく、京介にとっては畏怖すべき父親であり、桐乃はもちろん京介にとっても腕力では太刀打ちできず、また嘘や誤魔化しも通じない相手として恐れられている。桐乃の目つきや雰囲気は父に似たといい、また一度決めたことを貫こうとする兄妹の性格は父親の影響でもある。
桐乃がモデルの仕事をしていることについては、その内容をよく確かめた上で、学業やスポーツと両立させることを条件に認めている。一方、ゲームやアニメといったオタク趣味に対しては当初「悪影響しかないくだらない趣味」といった強い偏見を抱いており、桐乃の趣味を知った際にはそれら全てを取り上げて捨てようとした。しかし体罰を辞さない説得をもってしても、桐乃を庇おうとする京介の決意を挫くことはできず、その後は関連事項についてチェックしつつも事態を静観している。普段は厳格な父だが我が子を溺愛しており、特に桐乃に対しては幼少からの写真や嫌っていたモデルの写真までスクラップブックに貼付してある。
原作では名前で呼ばれる場面がなく「親父」「お父さん」と呼ばれているが、アニメ版では名前や読みが明かされている。
原作者の伏見つかさはテレビアニメ『コードギアス 反逆のルルーシュ』の登場人物である皇帝シャルル・ジ・ブリタニアをイメージしたと語っている。
高坂 佳乃（こうさか よしの）
声 - 渡辺明乃
京介・桐乃兄妹の母で、専業主婦。部屋に入るときにノックをする習慣がなく、たびたび京介を困らせている。京介がエロ本を隠していた場所を全て探し当て、隠すのを諦めさせたという経歴がある。また口が軽く、プライベートな事柄も周囲に言いふらしてしまうため、桐乃からは相談相手として信頼されていない。京介はどちらかというと母親似である。夫・大介も時として頭が上がらない時がある。得意な料理はカレーだが、実際のところは作るのが楽という面倒くさがった理由。
原作では「お袋」「お母さん」と呼ばれており、名前や読みはアニメ版で明かされた。アニメ版では原作のイメージよりも若々しい母親として描かれている。

## 田村家
高坂家の近所に住む一家で、高坂兄妹と同じ年齢の姉弟とその両親、祖父母の6人家族。古めかしい和風建築の佇まいの「田村屋」という和菓子屋を営んでおり、若い女性客にも好評を博している。京介は幼い頃からこの一家との親交があり家族同然に迎えられているが、桐乃は彼らと距離を置いている。
田村 麻奈実（たむら まなみ）
声 - 佐藤聡美
京介の同級生。彼の幼馴染でもあり、その付き合いは十年以上にもなる。若干天然気味だが成績は良く、図書館で京介に付き合って勉強しているお陰で京介は成績を落とさずに済んでいる。かと言って恋愛関係に進展する気配もなく、京介によると「隣にいてくれると、なんとなく心地よい」関係で一番の相談相手でもある。もっとも同級生や京介の母などからは付き合っていると思われており、桐乃からも「デレデレしている」と見えている上、過去に京介が起こした事件の結果を麻奈実のせいであると勘違いしたため、一方的に拒絶されており、また麻奈実の側も京介との関係を進展させようとしている素振りを見せることもある。菓子作りを始めとして料理が得意。外来語の発音が苦手で棒読みになる。彼女を敵視している桐乃からは「地味子（じみこ）」と呼ばれている。
京介にとって、派手で非凡で相手をしていて疲れる桐乃とは正反対の存在として対比される人物。京介との間でサブカルチャー関係の話題が交わされることはほとんどないが、桐乃に関する相談事が話題になることはある。
田村 いわお（たむら いわお） / ロック
声 - 大津田裕美
麻奈実の弟。中学2年生で桐乃とは同学年だが、学校が違う。京介には小学校の頃に大恥をかきそうになったところを助けられた恩もあって懐いており、調子に乗ってはよくどつかれている。姉に劣らず天然気味の性格で、流行を追いかけ洋楽に入れ込んではいるが、スキンヘッドに憧れて床屋に行くものの五厘刈りにされてしまったり、ギターを始めようとするものの金銭的な問題から三味線で妥協したりと、垢抜けない。自分の髪型がスキンヘッドではないことに気が付かず格好をつけて「ロック」を名乗るが、京介に間違いを正された後も自称は渾名となり、以降も京介から「ロック」と呼ばれ続けている。
麻奈実の祖父
声 - 樫井笙人
麻奈実・いわお姉弟の祖父。やや若々しくノリのいい性格。死ぬ前に麻奈実と京介を結婚させたがっている。死臭に似た加齢臭の持ち主で、ハロウィンの予行では迫真の死んだふりで京介と麻奈実を驚かせたことがある。年を取る毎に抜ける頭髪を大変気にしており、妻の「髪の毛を抜く」というセリフに大変怯え、頭髪を「髪の毛様」と崇めている。
麻奈実の祖母
声 - 片貝薫
麻奈実・いわお姉弟の祖母。京介が来るたびに麻奈実の婿とはやし立てる。しばしば老衰を引き合いにして京介を困らせる夫に辛辣なツッコミを入れている。
麻奈実の父
第3巻に登場。麻奈実・いわお姉弟の父。夫婦で田村屋の店員をしている。店の仕事を無条件に京介に手伝ってもらおうとするなど、京介との面識が深い。

## 高坂兄妹の「裏」の友人
桐乃が入会したSNSのコミュニティ「オタクっ娘あつまれー」の参加者たち。オフ会を通じ、メンバーのうち沙織と黒猫の二人は京介と桐乃にとっての共通の友人となり、その後も同人誌即売会に同行したり、高坂家に招かれたり、何かあった時には親身になって協力してくれたりと、オフでも親しく交流がある。のちに京介や桐乃の「表」の友人ともかかわりを持つことになる。
槇島 沙織（まきしま さおり） / 沙織・バジーナ（さおり・バジーナ）
声 - 生天目仁美
15歳。中学3年生。「オタクっ娘あつまれー」の管理人で、作中では「沙織・バジーナ」というハンドルネームを名乗っている。約180cmの長身にジーンズ、ぐるぐる眼鏡をかけて頭にバンダナを巻き、丸めたポスターが挿さったリュックを背負うというステレオタイプなアキバ系ファッションが特徴で、桐乃たちの前ではいかにもオタクっぽい口調の人物として振る舞っている。面倒見は良く、皆のムードメーカー的存在であり、常に周囲への気配りを怠らない性格。なかなかオフ会に馴染めない様子であった桐乃と黒猫を二次会に誘ったことをきっかけに、桐乃に同行していた京介とも知り合い交友を深めていく。姉や両親のつてによる豊富な人脈を持ち、出版業界にもコネを持っている。
実は大富豪の令嬢であり、オフの場で普段見せているオタクっぽい恰好や振る舞いはキャラ作りの一環。沙織本人によると、自分を鼓舞してコミュニティを結成するまでは引っ込み思案な性格であったといい、家族の縁故に頼らず独力で結成したコミュニティに対して強い愛着を抱いている。
香織という姉がおり、沙織の趣味や人脈、コミュニティに対する接し方は姉から大きな影響を受けているが、現在は結婚して海外で暮らしている。
伏見が以前執筆した作品に登場するオタクの少女から設定を流用していることが明かされており、『十三番目のアリス』に登場した登場人物との類似性も指摘されている。
五更 瑠璃（ごこう るり） / 黒猫（くろねこ）
声 - 花澤香菜
本作のヒロインの一人。中学3年生。作中では「黒猫」というハンドルネームを名乗っており、第5巻にて本名が明らかになった後も、京介からは基本的に黒猫と呼ばれている。サークルや個人ブログも持っているなど桐乃以上のオタクであり、また対戦型格闘ゲームの世界大会で上位入賞するほどの凄腕ゲーマーでもある。長い黒髪が綺麗な美少女ではあるのだが、やや他人を見下すような発言や、自分をフィクションの伝奇物語の登場人物と同一視するかような痛々しい言動が多く、また人見知りする傾向もあり、交友関係は少ない。左目の下に泣きぼくろがある。
「オタクっ娘あつまれー」のオフ会でゴスロリファッションに身を包んで参加するが桐乃と同様、場の雰囲気に馴染めず浮いていたところを沙織の仲介で二次会に参加。その席で毎週楽しみにしているアニメ『MASCHERA 〜堕天した獣の慟哭〜』を桐乃に誹謗されたことから激しい口論となるが、桐乃と同様に趣味について熱く語り合える相手を欲していた感情がこの口論で満たされたためか、その後は互いを「スイーツ（笑）」「邪気眼厨二病」などと貶し合いつつも喧嘩友達としてそれなりにうまく行っている。
スピンオフの漫画版では小説8巻からの分岐で京介と交際が続いている。ifストーリー第2作のメインヒロイン。
また、同じ作者による作品『ねこシス』の主要登場人物である東雲千夜子とは、口調や性格や外見的特徴が一致し、一時期は同一人物ともスター・システムによる別人とも解釈できるように描写されたこともあった。詳細は「俺の妹がこんなに可愛いわけがない#他の伏見つかさ作品との繋がり」を参照。
『このライトノベルがすごい！』女性キャラクター部門では2012年版で4位、2013年版で6位を獲得。

## 桐乃の「表」の友人
桐乃が通う中学校の友人たち。似た者同士でグループを作っている。桐乃にとって仲の良い友人たちだが、自分のオタク趣味については隠そうとしている。
新垣 あやせ（あらがき あやせ）
声 - 早見沙織
本作のヒロインの一人。桐乃の同級生で親友。桐乃と同じくティーンズ誌のモデルをしている。桐乃にはモデルの仕事に不慣れだった頃に助けてもらったり、また勉強を教わったりと公私共に世話になっており、憧憬に近い感情を抱いている。明るく人当たりのいい性格だが、やや考えすぎる傾向があり思い込みが激しい。黒髪を長く伸ばしており、桐乃とは左右を逆にした揃いの髪型にしている。
当初は高坂家に遊びに来た時に京介と知り合い、京介と桐乃の関係を良好なものと思っていい感情を持っていた。その一方で父が議員、母がPTA会長といった家庭環境や、やや潔癖な性格もあってゲームが犯罪を引き起こすという言説に感銘を受けており、オタクに対しては「犯罪者予備軍」「穢らわしくておぞましい趣味」といった強固な偏見や生理的嫌悪感を抱いている。
ifストーリー第1作のメインヒロイン。
『このライトノベルがすごい！』女性キャラクター部門では2014年版で7位を獲得。
来栖 加奈子（くるす かなこ）
声 - 田村ゆかり
本作のヒロインの一人。桐乃の同級生の友人。小柄な体格で、髪型はツインテール。初めて会った京介にも怖じず、今時の女子中学生らしく思ったことをすぐ口にする性格。また唯我独尊としており口調も乱暴で、あやせや京介もその扱いに困惑することも多い。ただヒネている一方で真面目な芯も持っている。アイドルを志しているようでダンスレッスンやカラオケで練習などをしており、オーディションなどにも幾度か出ている。
桐乃の趣味については知らされておらず、オタクを見下しているが、そのルックスや声質は『星くず☆うぃっちメルル』の主人公・メルルにそっくり。このことから、ある事情により無理やり出場させられた第2回「星くず☆うぃっちメルル公式コスプレ大会」ではメルルになりきって見事優勝し、その後の第6巻ではブリジットと共にあやせと同じ事務所に入り、コスプレアイドルとしての芸能活動を開始する。
劇中アニメ「マスケラ」の原作者でもある「彼方（かなた）」という姉がいる。
ifストーリー第3作のメインヒロイン。
伏見は来栖加奈子のモデルとしてばらスィーの漫画『苺ましまろ』の登場人物である松岡美羽を挙げている。なお加奈子については後に、当初の予定以上に性格が悪くなってしまったとして発言を撤回している。
宮本 蘭（みやもと らん）
声 - 洲崎綾
桐乃の同級生の友人。桐乃と同じくモデルをしている。愛称は「ランちん」。

## 高校の友人
京介、麻奈実が通う高校の友人たち。後に黒猫も同じ高校に進学する。
赤城 浩平（あかぎ こうへい）
声 - 間島淳司
京介の同級生で、瀬菜の兄。サッカー部所属。栗色の短髪が特徴で、顔立ちも端整。京介とは憎まれ口を叩きあうぐらいには仲が良い。京介と麻奈実が付き合っていると思っている。シスコンの気があり、妹のために深夜にガチホモもののゲームを買いに行ったり妹のことを「世界で一番かわいい」と豪語する。また自分のことを臆面もなく「イケメン」と言うなど、少しナルシストな一面もある。妹が腐女子であることを明かして以降は、京介とはオタクの妹を持つ兄同士の共感で結ばれるようになる。
作中で京介が偽名を名乗るときには、しばしば彼の姓や名を借りている。

### ゲーム研究会
作中2年目より京介と黒猫が入部した、高校の部活。後に作中2年目の夏コミを通じて、沙織や桐乃とも面識を持つようになる。
三浦 絃之介（みうら げんのすけ）
声 - 井上剛
第4巻から登場。ゲーム研究会部長。2次元美少女を愛しており、部室には多数のフィギュアや18禁ゲームを持ちこんでいる。路上や教室でアダルトゲームを平然とプレイできる価値観の持ち主で、後輩の真壁からは「奇天烈な変人」「変態」と評されている。また製作したゲームはややクソゲーになる傾向があるが、本人はそれをむしろ肯定している節がある。何度も留年しており、少なくとも2年以上部長職に就いている。年齢不詳だがかなり老け顔。京介からは単に「部長」と呼ばれている。
なお、部室にあるゲームの制作に必要な機材やソフト、専門書は絃之介がアルバイトで稼いだ私費によって賄われている。
京介たちがゲーム研究会を訪れるまで彼らとの学内での面識はなかったが、かつて京介が桐乃の頼みで深夜のゲーム販売に参加した際に秋葉原で出会っており、その際の出来事をきっかけに京介のことを気に入っている。
無職の妹がおり、絃之介によれば「戸愚呂（妹）」と形容されるような容姿の女性であるという。
イメージやエピソードは、作中にも登場する個人ニュースサイトの管理人や、伏見が取材先で出会った人物、漫画作品の登場人物などといったさまざまな人物を合成して形作られている。
赤城 瀬菜（あかぎ せな）
声 - 伊瀬茉莉也
第5巻から登場。ゲーム研究会の女子部員で、浩平の妹。高校1年生で、黒猫とは同級生でもあり、クラスでは委員長を務める。眼鏡で巨乳で、垢抜けた雰囲気を持つ。「きちんとしていないこと」が我慢できない性格で、やや潔癖症の気があり、自分が気に入らないことは正さないと気が済まない。
あまりオタクらしくない雰囲気を持つが、その実、ボーイズラブやガチホモものの作品をこよなく愛す腐女子。時と場所と場合を弁えてさえいれば、浅いオタク趣味は隠すほどのものではないという考えの持ち主だが、腐女子趣味は恥じて隠すべきものと考えている。しかしいざ男性同士のカップリングの話になると我を忘れて暴走し、現実の知人男性同士の受け攻めについて熱弁を振るうなどして周囲を唖然とさせてしまう。
ゲーム作家志望で、自作ゲームも制作する技術も持ち合わせており、同時にゲームプレイヤーとしての腕もかなりのもの。またデジタルデータを俯瞰しただけで「きちんとしていない」部分をなんとなく見抜けるため、デバッグ能力に非常に長けている。
本人は兄と仲が悪いと言うが、京介の主観では仲睦まじい兄妹に見え、ブラコン認定されており、実際、落ち込んだときには兄に慰めてもらっている。
IFでは真壁と結婚している。
真壁 楓（まかべ かえで）
声 - 松岡禎丞
第5巻から登場。ゲーム研究会の男子部員。高校2年生。やや童顔。メンバーでは一番の常識人で、絃之介に対して辛口なツッコミをよく入れている。当初は瀬菜に好意を抱いていたが、彼女が腐女子だと知ってからは複雑な思いを抱いている。
姉がいるが、絃之介が部屋に置いていった初音ミクの魔改造フィギュアを目撃されたり、やはり彼から借りた実姉もののエロゲーを発見されたりするなど、幾度か気まずい関係に陥っているという言及がある。
IFでは瀬奈と結婚している。
真壁舞
真壁と瀬奈の長女。叔父譲りの運動神経を持ち、スポーツが得意。幼馴染である黒猫と京介の長男・高坂京真とは仲が良く、京真の姉たちと彼を巡って張り合っている。

## サブカルチャー業界

### 出版業界
原作小説第3巻で描かれた、桐乃が書いたケータイ小説を巡る事件において、沙織のコネクションを通じて京介と黒猫が関わることになった出版業界の人物たち。アニメ版では同エピソードの内容が変更されている。
熊谷 龍之介（くまがい りゅうのすけ）
第3巻に登場。メディアスキー・ワークス第二編集部の編集者。モバイル書籍課と雷撃文庫編集課に所属しており、伊織の担当でもある。社内での愛称は「ぷーりん」で、おっぱいのような感触であるプリンにちなんでいる。見た目が「豪鬼そっくり」と形容されるような外見の初老の男性で、仕事については一切妥協せず直言する厳格な性格。一方で萌え業界に明るく、「萌え萌え」とか「〜たん」などの言葉を平気で使う愛嬌もある。ケータイ小説や同人作品、その他ネット上などに投稿されているアマチュア作品全般には、時に商業作品にはない魅力があると考えており一目置いている。
初期稿では『俺の妹〜』の編集者のひとり三木一馬をモデルにした「ライトニング」だったが、ボツとなりほとんど別キャラとなった。
ヘンクツ
第3巻に登場。メディアスキー・ワークス第二編集部の編集者。ヘンクツは社内の愛称で、本名は不詳。モデルは『俺の妹〜』のもうひとりの編集者である小原一哲。
伊織・F・刹那（いおり・フェイト・せつな）
声 - 伊藤静
第3巻から登場。20代半ばくらいの年齢の女性。クォーターで、この一風変わった名前は両親によって名づけられた本名である。周囲からはミドルネームで呼ばれているが、本人は自分の名前を恥ずかしく思っており、本名で呼ばれることを嫌がっている。中性的な背格好の美人であり、男装をすると一見して女性とは分からない。昔、一人称が僕だった。
原作では雷撃文庫の作家志願者として、アニメ版ではメディアスキー・ワークスに勤務する本物の編集者として登場するなど設定に違いがある。

### アニメ業界
アニメ版第8話では、桐乃が執筆したライトノベル『妹都市』のアニメ化を巡り、アニメ独自のエピソードが描かれた。
一之瀬 真一（いちのせ しんいち）
声 - 飯島肇
アニメ版第8話に登場。アニメ版『妹都市』の監督を任せられている人物。自身が意見を出す場面は少なく、三津野などの他のスタッフの意見を聞き入れて調整し、方針を決定しようとしていた。
三津野 泰三
声 - 千葉一伸
アニメ版第8話に登場。アニメ版『妹都市』のシリーズ構成を担当するシナリオライターの男性。しかし桐乃が書いた原作ライトノベルの内容には批判的で、一度はこの仕事を断っている。特に女性である主人公が男勝りの活躍を繰り広げて同性から慕われるという設定に合理性を見いだせず、原作に修正を加えた方が視聴者の需要にも沿っており利益にもなるという考えから、桐乃の意向に反して主人公の性別を変更するという修正案を出し、そのため京介や黒猫と対立する。

### 星野姉妹
作中でたびたび端役として登場している姉妹たち。メイド喫茶で給仕をしているきらら、声優をしているくららの他にも、同人作家、渋谷109のアクセサリーショップの店員をしている姉妹たちが登場している。ドラマCD付属の短編小説「とあるメイド喫茶にて」においてその家族関係が明かされた。
星野 きらら（ほしの きらら）
声 - 田村ゆかり（ドラマCD・アニメ第2期） / 佐倉綾音（PSPゲーム・アニメ第1期）
第1巻に登場。秋葉原のメイド喫茶「プリティガーデン」でメイドをしている女性で、くららの実姉。バストサイズは90のFカップを自称している。ドラマCDで初めて名前が明かされた。アニメでは香織が主宰していたオタクサークル「小さな楽園（プリティガーデン）」のメンバーだったことが明かされた。
星野 くらら（ほしの くらら）
声 - 田村ゆかり
第4巻に登場。作中で放送されているアニメ『星くず☆うぃっちメルル』で主人公のメルルの声を当てている声優。『メルル』によって人気を獲得し、桐乃もそのファンの一人であり、作中では幾度も名前が登場する。「星くず☆うぃっちメルル公式コスプレ大会」では2回連続で司会を務めている。きららの妹であり、サブカルチャー業界に参画することになった原因は姉の影響が大きい。

## ファッション業界
桐乃やあやせがモデルの仕事関係で関わっている人物たち。
藤真 美咲（ふじま みさき）
声 - 浅川悠
第7巻、第9巻に登場。化粧品メーカー「エターナル・ブルー」の女社長。元トップモデルという経歴を持ち、デザイナーとしての実績や強引な性格もあってファッション業界における有力者の地位にある。海外留学に失敗して間もない桐乃を専属モデルとして欧州本社にスカウトしたがっており、断られた後も諦めずに画策を行っている。桐乃を御鏡と引き合わせた人物でもある。
御鏡 光輝（みかがみ こうき）
声 - 井口祐一
第7巻から登場。桐乃とはファッション関係の仕事仲間。高校生で、京介とは同い年。女性的な容姿の男性で、若くして美咲お抱えのアクセサリーデザイナー兼ファッションモデルでもある著名人。美咲からは個人ブランド「エターナルブルー・シスター」を任されている。実は隠れオタクでもあり、ファッション業界を志したのはアニメの影響である。桐乃とも趣味が近く、作中2年目の夏コミで遭遇した際には互いの趣味をカミングアウトし意気投合する。京介曰く「男版桐乃」。周囲には隠してはいるもののオタク文化を肯定的に捉え、アダルトゲームを含むオタク文化をもっと世間に広めたいと考えており、その点では桐乃と意見を異にしている。

## 五更家
黒猫（五更瑠璃）の家族たち。原作に先駆けてアニメ版第9話、Webラジオ第8回、アニメ版BD/DVD第1巻付属の短編「堕天聖の追憶」、ゲーム『俺の妹P』などに登場する。原作では第1巻から幾度か言及があるものの、長らく姿を見せる場面がなく、ファンの間ではその正体について関心が寄せられていたが（詳細は「他の伏見つかさ作品との繋がり」を参照）、アニメ版第9話に端役として登場した際には『ねこシス』の東雲姉妹とは異なる容姿の少女として描かれた。その後『俺の妹P』を経て原作8巻にて登場。京介や桐乃と面識を持つこととなる。
五更 日向（ごこう ひなた）
声 - 花澤香菜
黒猫の上の妹。小学校5年生。非常に活発な性格で、姉妹の中でも人見知りしないほうである。また原作及び『俺の妹P』では五更家を訪問した京介と姉の仲をはやし立て、根掘り葉掘りの質問を浴びせるなど少しませた一面を見せている。
姉である黒猫に対しては自分達の面倒見てくれていることから慕ってはいるものの、痛々しい言動に関しては本気でやめてほしいと思っている。京介に対しては会う前から姉に話を聞いており、実際に出会った当初は「話に聞いたほどパッとしない人」という印象を持っていた。しかし彼と接していくうちにその優しさや包容力を知り、思慕にも似た信頼を寄せるようになる。桐乃に関しては姉が持っていたティーンズ誌の写真で見知っており、姉と友達になってくれたことに感謝の言葉を伝えている。
五更 珠希（ごこう たまき）
声 - 小倉唯
黒猫の下の妹。小学校1年生。黒猫を慕っており、小学校の宿題では姉のことを題材に作文を書いている。日向によれば年の割に非常に洞察力に優れており、黒猫の難解な打ち明け話から彼女が恋していることを見抜いていた。また姉の黒猫とは違い『星くず☆うぃっちメルル』が好きである。
姉である黒猫の痛々しい言動がすこしうつりかけていて、教育的に良くないと京介は言っているが、黒猫はやめさせようとはしない。
IFでは二代目黒猫として厨二病であったが、社会人になると黒歴史になった。その後教師となり、京真の担任でもある。名前を男子達にからかわれてしまう。
五更 静（ごこう しずか）
黒猫の父。一見女性に見える男性で、非常に温厚。ゲームが好きでそれが黒猫に遺伝した。
五更 瑠衣（ごこう しずか）
黒猫の母。京介曰く日向を大きくしたような女性で占いが得意でミステリアスな雰囲気がある。
高坂 璃乃（こうさか　りの）
黒猫と京介の長女。悠璃とは双子。京真曰く暴君。黒猫と同じ厨二病であり、京介が好き。弟の京真と遊びたがる。
高坂 悠璃（こうさか　ゆうり）
黒猫と京介の次女。タイムトラベルして京介と黒猫に会ったことがある。悠璃とは双子。姉のことは嫌っているが無自覚のシスコン。また、弟京真と遊びたがる。
高坂 京真（こうさか　きょうま）
黒猫と京介の長男。反抗期で、珠希をからかう同級生とトラブルを犯した。また姉二人と幼馴染の真壁舞をうざがっている。一方で妹を溺愛している。
黒猫翠
黒猫と京介の三女。京真とは7歳下で兄の京真が大好き。

## 「小さな楽園」の関係者
過去に槇島香織が主宰していたオタクサークル「小さな楽園（プリティガーデン）」のメンバーたち。沙織もその一員で、現在沙織が暮らしているアパートを活動拠点にしていた。香織の結婚後サークルは霧散しているが、メンバー同士の交流は続いている。
槇島 香織（まきしま かおり）
声 - 桑島法子
沙織の姉で、「小さな楽園」のリーダー的存在。既婚者。
非常に才能豊かな人物で、「器用富豪」と称されるほど。現在はプロゲーマー。自由奔放な性格をしており、沙織を差し置いて遊びまわっていた。刹那主義的な所があるためか、即断実行な所があり周囲をよく振り回している。沙織からは尊敬と嫉妬を込められて「宿敵」と称されている。バイクを移動手段として利用する。
来栖 彼方（くるす かなた）
声 - 釘宮理恵
「小さな楽園」の主要メンバーの一人。来栖加奈子の姉。
沙織と最も仲の良かったサークルメンバーであり、「沙織・バジーナ」のキャラクターの大部分が彼女の影響によるもの。また沙織のぐるぐる眼鏡も元は彼方の私物。香織のサークル脱退後、プロ漫画家デビューが決まったために同じくサークルを脱退した。同人時代は「月見里がんま」「春日春香」など7つのペンネームを使い分けており、そのPNに応じて作風・絵柄だけでなく性格まで変えている。普段は子供っぽく人懐っこい振る舞いだが、PSP版では京介を試すような質問をしたり、また間接的に他キャラに対して手を回していたり、ボケたふりしてことの真意を突く発言をするなど底の見えない部分が多い。
『MASCHERA 〜堕天した獣の慟哭〜』の原作者。現在はマンションで妹と二人暮らしをしている。
真田 信也（さなだ しんや）
声 - 加藤将之
「小さな楽園」の主要メンバーの一人。来栖彼方の先輩にあたる。作品開始時より3年前の時点で高校生。
中学生の頃は分かりやすい厨二病で“闇の皇子”を自称していたが、卒業後は高二病に陥ってしまった。沙織は彼方との関係を先輩後輩の他に幼馴染、恋人と推理していた。『MASCHERA 〜堕天した獣の慟哭〜』の主人公「来栖真夜」のモデルとなった人物。
星野 きらら（ほしの きらら）
声 - 田村ゆかり
「小さな楽園」のメンバーの一人。メンバーからは「ほっしー」と呼ばれる。現在は「プリティガーデン」のメイドをしている。
紅茶を淹れるのがうまい。妹は、『星くず☆うぃっちメルル』赤星める役の声優、星野くらら。

## その他
ブリジット・エヴァンス（Bridget Evans）
声 - 久野美咲 / 茅野愛衣（大人）
第4巻から登場。イギリス出身の少女。10歳。ニコニコ動画に自分のコスプレを投稿しているコスプレイヤーで、過去に行われた第1回「星くず☆うぃっちメルル公式コスプレ大会」において『星くず☆うぃっちメルル』の登場キャラクターであるアルファ・オメガのコスプレで優勝した経歴を持つ。流暢な日本語を話す。年相応の純粋な性格をしており、『メルル』のことを悪く言われると機嫌を悪くする。
第2回の「メルル公式コスプレ大会」では第2位に入賞し、その後は加奈子と共に、あやせと同じモデル事務所に入った。当初は加奈子に反感を抱いていたものの、その後は良好な関係を築いている。加奈子を通して桐乃と面識を持つが、桐乃のことをオタク嫌いであると誤解している。
リア・ハグリィ（Ria Hagry）
声 - 木戸衣吹
第6巻に登場。桐乃の留学先でのルームメイト。12歳。短距離走の世界的な実力者で、世界で一番速い小学生と言われている。桐乃がスポーツ留学中に唯一勝った相手。その後桐乃にリベンジをしに日本にやってくる。日本語は話せるが、桐乃に教わったためコギャルのような話し方になっている。来日中は高坂兄妹の妹のように振る舞い、京介に対してはフィクションの妹キャラクターのように懐く一方、桐乃に対しては生意気で手のかかる現実の妹のように接している。
短距離走においては並外れたスタートダッシュを強みとする。とにかく走ることさえできれば他の娯楽はなくても困らないという価値観の持ち主で、スポーツを趣味や学業や仕事と同列に置いている桐乃と対比される人物。作中では、京介と桐乃の関係を描く上での役割も担った。
筧 沙也佳（かけい さやか）
小学6年生の少女。あやせの小学校時代の後輩にあたる。
第10巻に登場。あやせの熱狂的なファンであり、家が近所にあることを利用して盗撮を繰り返して『ラブリーマイエンジェルあやせたん♡ファンブログ』というブログサイトを開設している。ブログ内では「さやか」を称している。もっとも当初、あやせは沙也佳のことを覚えていなかった。将来の夢はプロカメラマンになって、あやせを撮影すること。
アニメでは台詞がなかったものの、2期12話で電信柱の物陰からあやせを撮影する後ろ姿が映っている。
御鏡（兄）
御鏡光輝の兄。金髪の低いハスキーボイスで話す男性。無職。
光輝を自分のマンションに居候させているが、家賃などは全て光輝の収入から出されている。また家事をする程度で仕事をせず、女を引っかけて金をもらっているため、京介からは「ヒモ」と呼ばれた。
ClariS（クラリス）
実在の女子中学生歌手ユニット。短編「過ちのダークエンジェル」にゲスト登場した。
アリスとクララの二人組ユニットで、作中では『星くず☆うぃっちメルル』の主題歌を担当している。二人とも加奈子のファンである。
また、実際はこのアニメの第一期「俺の妹がこんなに可愛いわけがない」のオープニング主題歌『irony』と、第二期「俺の妹がこんなに可愛いわけがない。」のオープニング主題歌『reunion』を担当している。
櫻井 秋美（さくらい あきみ）
声 - 佐倉綾音
第11巻の、京介の回想（中学3年生時点）、第12巻で登場。
1学期から1度も出席していない不登校児であるが、毎日ゲームセンターに入り浸っている。ノースリーブのブラウスにネクタイ、チェックのミニスカートにニーソックスというアイドルっぽいファッションを好む。麻奈実曰く「いいとこのお嬢様」らしいが、そうとは思えぬ言動や派手なリアクションが特徴。
学校に登校するように必死で説得してきた京介を最初は煙たがっていたが、そのひたむきで一生懸命な姿に次第に考えを改め、学校に登校するようになる。
アニメには未登場だが、Web版予告編やDVD特典映像に登場した。